# Champeau-en-Morvan
Champeau-en-Morvan [ʃɑ̃po ɑ̃ mɔʁvɑ̃] ist eine französische Gemeinde mit 223 Einwohnern (Stand: 1. Januar 2022) im Département Côte-d’Or in der Region Bourgogne-Franche-Comté. Sie gehört zum Arrondissement Montbard und ist Mitglied im Gemeindeverband Communauté de communes de Saulieu-Morvan. Die Bewohner werden Champeliens und Champeliennes genannt.

## Geografie

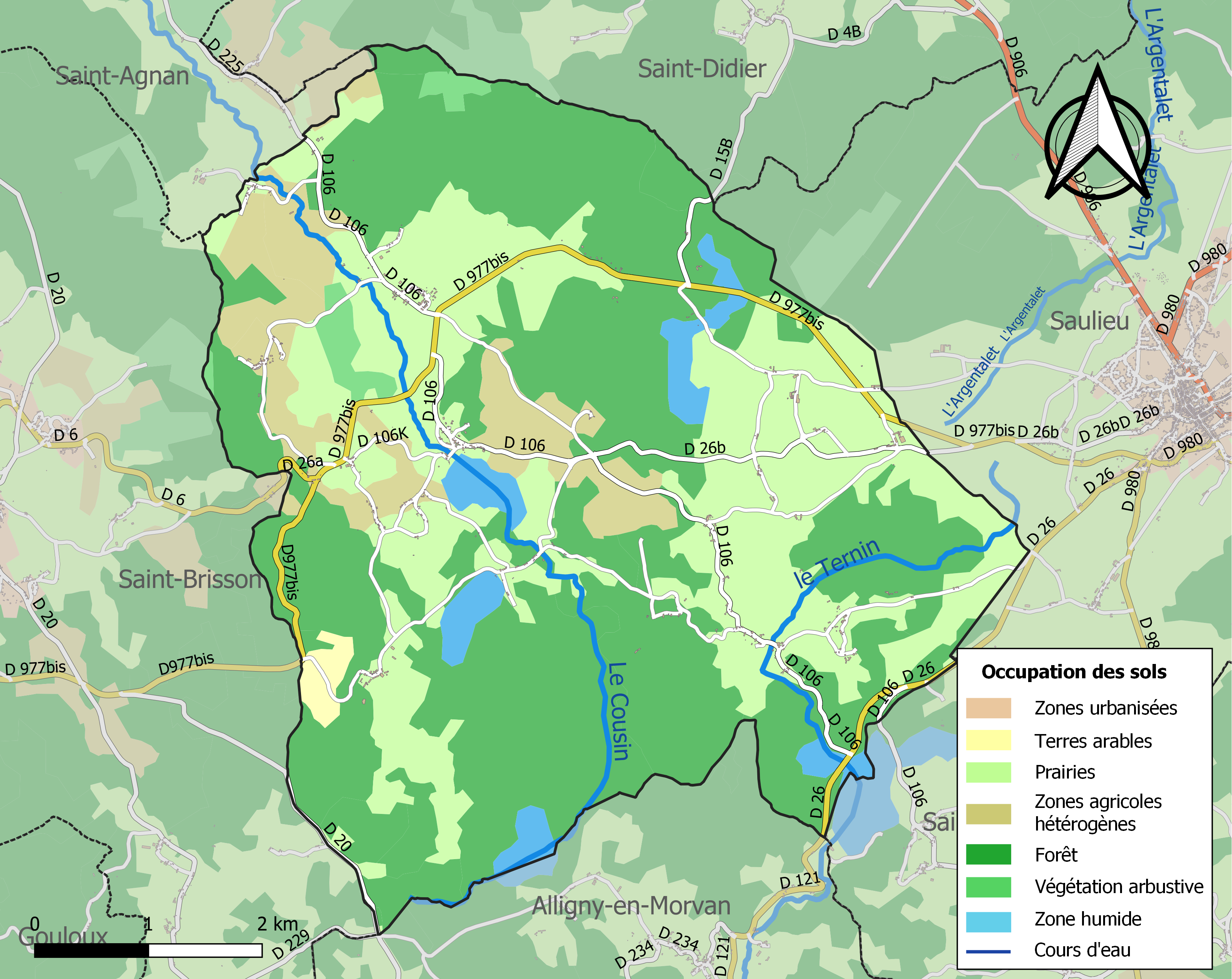
Bodennutzung, Hydrografie und Infrastruktur der Gemeinde (2018)

Champeau-en-Morvan liegt am südwestlichen Rand des Départements an der Grenze zum benachbarten Département Nièvre, etwa sechs Kilometer westlich von Saulieu und etwa 68 Kilometer westlich von Dijon. Die Gemeinde im Granitmassiv Morvan befindet sich im Regionalen Naturpark Morvan in den Einzugsgebieten der Seine und der Loire. Ihr Gebiet wird von den Flüssen Cousin und Ternin entwässert, die es in nordwestlicher bzw. in südlicher Richtung durchqueren. Es weist eine Vielzahl von Weihern und einem See auf. Der Cousin durchströmt hierbei vier Weiher, den Étang des Hâtes, den Étang Cousin, den Étang Lanier und den Étang de Champeau. Der Ternin durchfließt den Étang Bordot und den Lac de Chamboux an der Grenze zur Nachbargemeinde Saint-Martin-de-la-Mer. Mehrere teils zeitweise trockenfallende Bäche sind Zuflüsse des Cousin: der Ruisseau de la Vente, der den Étang Morin durchströmt, der Bach Ru, der Ruisseau de Preslong, der Ruisseau des Pontas, der Ruisseau de Chaillou, der den Étang Fortier durchfließt, und weitere kleinere Bäche.
Das Gebiet von Champeau-en-Morvan ist Teil des Natura 2000-Schutzgebiets „Milieux humides, forêts, pelouses et habitats à Chauves-souris du Morvan“ (FR2600987) und von drei ZNIEFF-Naturzonen. Über die Hälfte der Fläche der Gemeinde ist bewaldet oder naturbelassen, 41,8 % werden landwirtschaftlich genutzt (Grünland oder Kulturboden), der Anteil an Wasserflächen (Fließgewässer, Weiher oder Seen) beträgt 3,5 %.
Umgeben wird Champeau-en-Morvan von den Nachbargemeinden Saint-Didier im Norden, Saulieu im Osten, Saint-Martin-de-la-Mer im Südosten, Alligny-en-Morvan (Département Nièvre) im Süden, Saint-Brisson (Département Nièvre) im Westen sowie Saint-Agnan-en-Morvan (Département Nièvre) im Nordwesten.

## Geschichte
1793 wurde die Gemeinde unter dem Namen Saint Léger de Fourches gegründet. Der vorige Ortsname war Fourches. Ab 1801 gab es zwei Schreibweisen: Saint-Léger-de-Fourches und Saint-Léger-des-Fourches. 1911 wurde der Name aufgrund der größeren Bedeutung des Weilers Champeau zu Champeau geändert, 1992 schließlich zu Champeau-en-Morvan.

## Bevölkerungsentwicklung

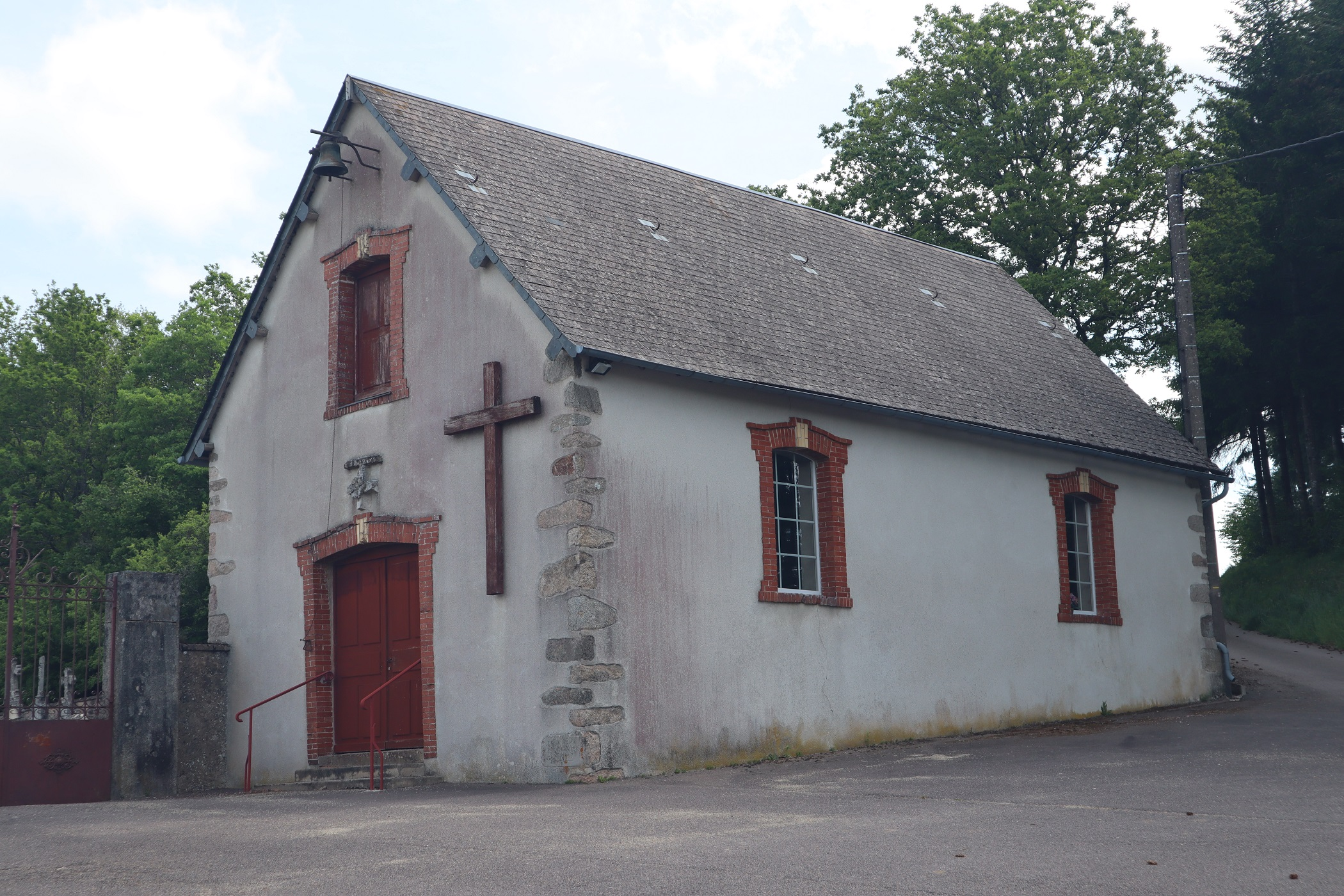
Kapelle und Repositorium am Friedhof (ungeweiht)

| Champeau-en-Morvan: Einwohnerzahlen von 1793 bis 2020                                                                      | Champeau-en-Morvan: Einwohnerzahlen von 1793 bis 2020 | Champeau-en-Morvan: Einwohnerzahlen von 1793 bis 2020 | Champeau-en-Morvan: Einwohnerzahlen von 1793 bis 2020 | Champeau-en-Morvan: Einwohnerzahlen von 1793 bis 2020 |
| --- | ----------------------------------------------------- | ----------------------------------------------------- | ----------------------------------------------------- | ----------------------------------------------------- |
| Jahr |                                                       |                                                       |                                                       | Einwohner                                             |
| 1793 | 1793                                                  |                                                       | 836                                                   | 836                                                   |
| 1800 | 1800                                                  |                                                       | 798                                                   | 798                                                   |
| 1806 | 1806                                                  |                                                       | 832                                                   | 832                                                   |
| 1821 | 1821                                                  |                                                       | 825                                                   | 825                                                   |
| 1831 | 1831                                                  |                                                       | 825                                                   | 825                                                   |
| 1836 | 1836                                                  |                                                       | 871                                                   | 871                                                   |
| 1841 | 1841                                                  |                                                       | 994                                                   | 994                                                   |
| 1846 | 1846                                                  |                                                       | 1.066                                                 | 1.066                                                 |
| 1851 | 1851                                                  |                                                       | 1.159                                                 | 1.159                                                 |
| 1856 | 1856                                                  |                                                       | 1.063                                                 | 1.063                                                 |
| 1861 | 1861                                                  |                                                       | 1.069                                                 | 1.069                                                 |
| 1866 | 1866                                                  |                                                       | 1.050                                                 | 1.050                                                 |
| 1872 | 1872                                                  |                                                       | 1.071                                                 | 1.071                                                 |
| 1876 | 1876                                                  |                                                       | 1.029                                                 | 1.029                                                 |
| 1881 | 1881                                                  |                                                       | 959                                                   | 959                                                   |
| 1886 | 1886                                                  |                                                       | 969                                                   | 969                                                   |
| 1891 | 1891                                                  |                                                       | 976                                                   | 976                                                   |
| 1896 | 1896                                                  |                                                       | 950                                                   | 950                                                   |
| 1901 | 1901                                                  |                                                       | 888                                                   | 888                                                   |
| 1906 | 1906                                                  |                                                       | 866                                                   | 866                                                   |
| 1911 | 1911                                                  |                                                       | 829                                                   | 829                                                   |
| 1921 | 1921                                                  |                                                       | 702                                                   | 702                                                   |
| 1926 | 1926                                                  |                                                       | 616                                                   | 616                                                   |
| 1931 | 1931                                                  |                                                       | 610                                                   | 610                                                   |
| 1936 | 1936                                                  |                                                       | 580                                                   | 580                                                   |
| 1946 | 1946                                                  |                                                       | 536                                                   | 536                                                   |
| 1954 | 1954                                                  |                                                       | 430                                                   | 430                                                   |
| 1962 | 1962                                                  |                                                       | 416                                                   | 416                                                   |
| 1968 | 1968                                                  |                                                       | 318                                                   | 318                                                   |
| 1975 | 1975                                                  |                                                       | 305                                                   | 305                                                   |
| 1982 | 1982                                                  |                                                       | 276                                                   | 276                                                   |
| 1990 | 1990                                                  |                                                       | 280                                                   | 280                                                   |
| 1999 | 1999                                                  |                                                       | 237                                                   | 237                                                   |
| 2006 | 2006                                                  |                                                       | 249                                                   | 249                                                   |
| 2013 | 2013                                                  |                                                       | 248                                                   | 248                                                   |
| 2020 | 2020                                                  |                                                       | 222                                                   | 222                                                   |
| Quelle(n): EHESS/Cassini bis 1999, INSEE ab 2006 Anmerkung(en): Ab 1962 offizielle Zahlen ohne Einwohner mit Zweitwohnsitz |                                                       |                                                       |                                                       |                                                       |

## Sehenswürdigkeiten
- Kapelle und Repositorium am Friedhof
- Kirche Saint-Léger im Weiler Saint-Léger-des-Fourches, im 19. Jahrhundert neu gebaut
- Wassermühle am Cousin aus dem 19. Jahrhundert

## Verkehr
Die Departementsstraße 977bis, die ehemalige Route nationale 77bis, durchquert das Gemeindegebiet und verbindet es mit Saulieu im Osten.